# Nella Rock
Der Nella Rock ist ein Rifffelsen vor der Mawson-Küste des ostantarktischen Mac-Robertson-Lands. In einer Wassertiefe von 4,5 m liegt er 430 m vor dem östlichen Ausläufer des größten der Sawert Rocks in der Einfahrt zur Holme Bay.
Namensgeber der vom Antarctic Names Committee of Australia vorgenommenen Benennung ist das Forschungsschiff MV Nella Dan, das am 4. März 1969 auf der Fahrt von der Mawson-Station nach Melbourne auf diesen Felsen aufgelaufen war.